# Història de la indústria tèxtil a Arenys de Mar
La indústria tèxtil, i més concretament, la indústria del gènere de punt a Arenys de Mar, va ser un dels principals sectors productius del municipi i del conjunt del Maresme des de finals del segle xix i fins als anys 70 del segle xx. La majoria dels productes de gènere de punt que es produïen eren peces de roba interior i exterior, teixits, peces de roba infantils i esportives, mitges i mitjons.

## Història

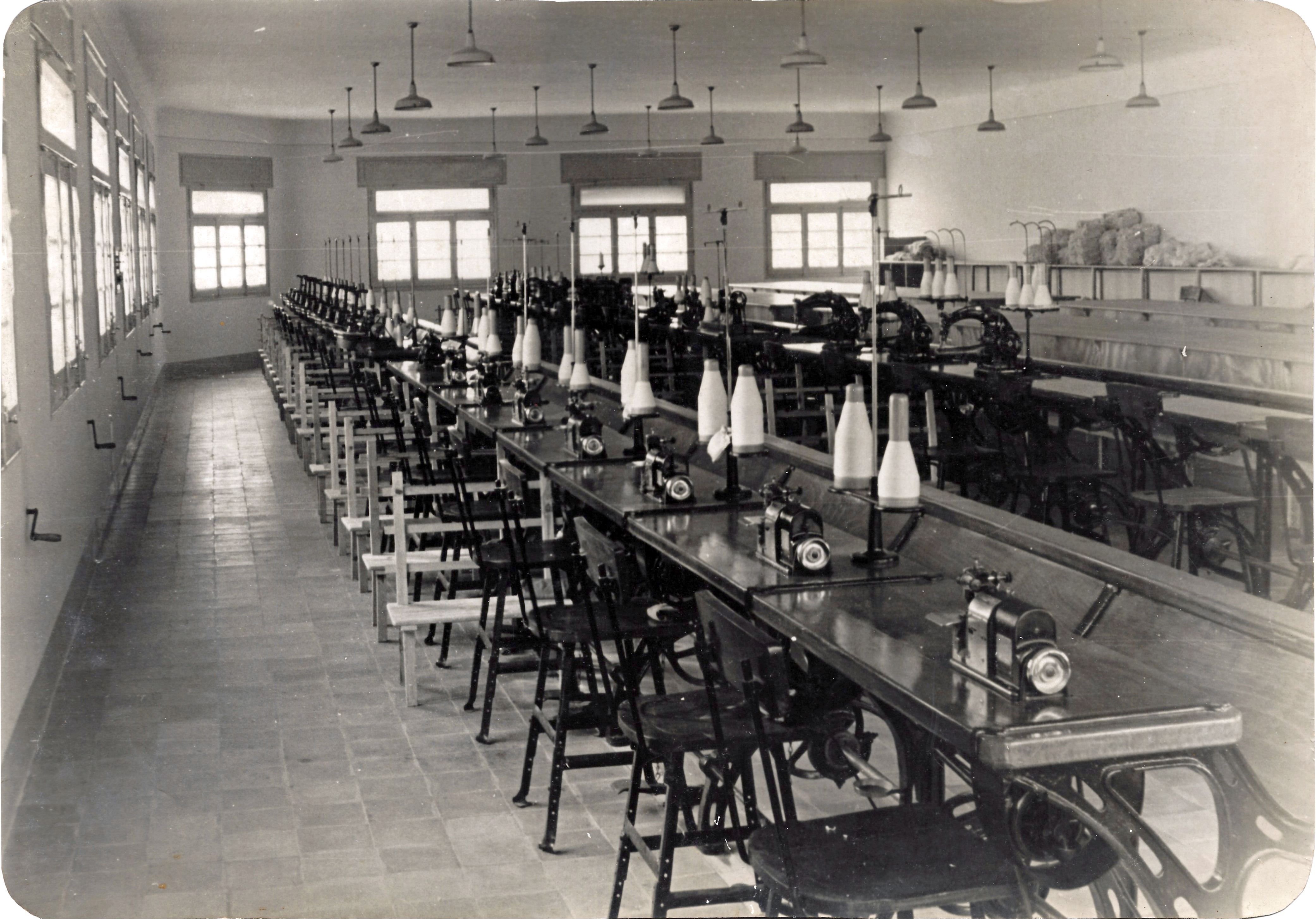
Interior de la ja extinta fàbrica arenyenca de gènere de punt "Hijos de Rosendo Julia"

"La industria algodonera, si bien se halla en su infancia, constituye una de las principales, si no la primera riqueza de Arenys de Mar”

Nuestras industrias (Ecos de la Costa, segle XIX)
Es té constància del tèxtil a Arenys de Mar des dels inicis fundacionals de la vila al segle xvi, on l’any 1574 hi ha documentats tres teixidors de lli i posteriorment, l’any 1599, set. Els primers teixidors del segle XVI i XVII feien teixits domèstics, alguna indumentària per treballar o bé l'elaboració de les veles dels vaixells de pesca. Durant el segle xviii hi ha constància de sis teixidors, quatre dels quals declaren ser teixidors de veles per embarcacions, un de curtits i un darrer que es desconeix la tasca que duia a terme. No serà fins a finals segle xviii que apareix el primer mitjaire mecanitzat (1780), i en finalitzar el segle xviii ja hi ha uns vint fabricants de mitges i vels, entre altres productes.
Al segle xix la indústria del gènere de punt anirà agafant més importància, essent la primera a finals del segle xix. És en aquesta època quan apareixen les fàbriques més importants del municipi. L’any 1917 n’hi ha documentades 13 que exportaven els seus productes a tot l'estat i a l'estranger com és el cas de Zenon de Pol el 1883 (que posteriorment serà José Ferran i Condominas), Rossendo Julià (1885), José Riera i Comas (1902), que amb els anys esdevindrà Condor o Can Caballé i Vila (1925), entre d'altres. Des de finals del segle xix fins a finals del segle xx, trobem les indústries de gènere de punt més importants d'Arenys de Mar. Tanta era la importància del sector que entre 1920 i 1930, el 60% de la població d’Arenys de Mar es dedicava al gènere de punt.